# مایلز پلانسی
مایلز پلانسی که با عنوان میلون و میلو نیز شناخته می‌شود (انگلیسی: Miles of Plancy; ۱ ژانویهٔ ۱۲۰۰ – ۰ اکتبر ۱۱۷۴)، یکی از اشراف پادشاهی اورشلیم بود. وی که از اهالی شامپانی بود، در دهه ۱۱۶۰ به شرق و پادشاهی اورشلیم آمد و به خدمت امالریک یکم درآمد. امالریک به وی مقام سرمباشر اعطا کرد و در جریان حمله به مصر، پادشاه اورشلیم را همراهی کرد. وی در این هنگام امالریک را قانع کرد که به‌جای جنگ، از طریق معاهده مصر را تابع خود کند اما پس از بازگشت امالریک به اورشلیم، مصر به‌دست عوامل نورالدین زنگی (اسدالدین شیرکوه و صلاح‌الدین ایوبی) افتاد که این اتفاق سبب اتحاد مصر و شام برای مقابله با صلیبیون شد.
در سال ۱۱۷۰ در غزه، دژی به‌دست شوالیه‌های معبد ساخته شد تا از حملات مصر به پادشاهی اورشلیم دفاع کند. در سال ۱۱۷۳ وی با استفانیه مایلی، دختر فیلیپ مابلی و بیوه هومفری سوم تورون، ازدواج کرد. به‌واسطه این ازدواج وی ارباب قلعه مونتریال و ارباب ماورای اردن شد. اما بعد از مرگ امالریک و جانشینی پسرش بالدوین چهارم، مایلز برای مدت کوتاهی به‌عنوان نایب پادشاه جوان که هنوز به سن قانونی نرسیده بود، انتخاب شد اما پس از مدتی در اکتبر ۱۱۷۴ به قتل رسید تا ریموند سوم به‌عنوان جانشینش انتخاب شود.